# Henry Domercant
Henry Domercant (Chicago, Illinois, 30. prosinca 1980.) je američki profesionalni košarkaš s bosanskohercegovačkom putovnicom. Igra na poziciji bek šutera, a trenutačno je član talijanskog euroligaša Montepaschia iz Siene. 

## Karijera
Košarkašku karijeru započeo je na sveučilištu Eastern Illinois. Europsku karijeru započinje 2003. i tada odlazi u turski Pınar Karşıyaka. U sezoni 2004./05. potpisuje za drugi turski klub Efes Pilsen. 2006. odlazi u Grčku i potpisuje za pirejski Olympiakos, a u srpnju 2007. napušta klub. 15. srpnja 2007. potpisuje za ruski Dinamo iz Moskve. Početkom sezone 2008./09. postaje članom talijanskog euroligaša Montepaschia. 

## Vanjske poveznice
- Profil na Euroleague.net